# Colostygia jemeza
Colostygia jemeza là một loài bướm đêm trong họ Geometridae.